# Галінічев Максим Олександрович
Максим Олександрович Галінічев (29 серпня 2000 — пом. 10 березня 2023) — український боксер, призер юнацьких Олімпійських ігор 2018, та військовослужбовець Збройних сил України, що загинув у ході російського вторгнення в Україну в 2022 році.

## Життєпис
Боксом займався з десяти років.
На молодіжному чемпіонаті Європи 2017 в Анталії здобув чотири перемоги і став чемпіоном. На молодіжному чемпіонаті Європи 2018 в Розето-дельї-Абруцці здобув п'ять перемог і вдруге став чемпіоном.
2018 року на юнацьких Олімпійських іграх в Буенос-Айресі зайняв друге місце, програвши лише в фіналі Абдумаліку Халокову (Узбекистан).
2021 року на молодіжному (до 22 років) чемпіонаті Європи посів друге місце, програвши у фіналі Ахтему Закірову (Росія).
З початком повномасштабного військового вторгнення РФ в Україну у травні 2022 року пішов добровольцем до 25-ї окремої повітрянодесантної бригади. На війні був двічі поранений, але щоразу повертався на фронт. 10 березня 2023 року загинув під Кремінною в Луганській області.

## Нагороди
- Орден «За мужність» III ступеня (20 березня 2024, посмертно) — за особисту мужність, виявлену у захисті державного суверенітету та територіальної цілісності України, самовіддане виконання військового обов'язку[5]